# Uprising (chanson de Muse)
Pour les articles homonymes, voir Uprising.
Singles de Muse
Map of the Problematique
(2007) Undisclosed Desires
(2009)
Pistes de The Resistance
Resistance
(2)
Uprising est une chanson et le premier single issu de The Resistance du groupe britannique Muse. Il s’agit de la piste d’ouverture du disque. Il est enregistré entre fin 2008 et le début 2009, à Milan, en Italie, avec le reste de l’album dans le studio personnel de Matthew Bellamy.
Il est diffusé sur les ondes anglaises le 3 août 2009 à 19 h 30, heure de Londres, en vente numérique dès le lendemain 4 août 2009 et dans les bacs une semaine avant la sortie de l’album soit le 7 septembre 2009. Il est directement classé à la première place des classements américains dès le deuxième jour de sa sortie. L’intro est diffusée le 28 juillet sur la BBC par Zane Lowe en tant que passage promotionnel du nouveau single.
En décembre 2009, Uprising atteint la première place du classement Alternative Rock Chart de Mediabase pour la treizième semaine consécutive. Ce qui lui fait battre de record de longévité en première position pour l'année 2009.
Muse s'est inspiré du livre 1984 de George Orwell pour la musique. Le clip fait appel à la résistance face à un gouvernement oppressif.

## Développement
Uprising apparait dans la bande-annonce du film Night and Day sorti en 2010. Elle apparait également comme chanson jouable dans le jeu Guitar Hero: Warriors of Rock sorti en septembre 2010[réf. nécessaire].
Le groupe détestant jouer en play-back, il a réalisé une performance de la chanson sur la Rai 2 italienne où les membres ont échangé leurs instruments dans le but de faire passer leur mécontentement. Néanmoins, la présentatrice ne semble pas avoir décelé la supercherie. Ainsi, on peut voir Christopher au clavier et à la guitare, Dominic à la basse et au chant et Matthew à la batterie, ce qui en fait un show plutôt amusant pour les connaisseurs du groupe.

## Caractéristiques
Le morceau est décrit par Matthew Bellamy comme un hymne aux footballeurs, que l’on chanterait en rythme avec les battements de tambour avec des « Hey ! Hey ! Hey ! ». La ligne de basse joue en octaves durant tout le morceau. La tonalité de la chanson est Ré mineur, avec les tons voisins Sol mineur, Fa majeur, La majeur. La mesure est ternaire (6/8). Durant les deuxième et troisième refrains, on peut entendre des arpèges correspondants aux accords de guitare, joués par un synthétiseur. Les arpèges sont très utilisés dans le style de composition de Matthew Bellamy. Il s'agit de la seule chanson de Muse pour laquelle la guitare est accordée en Open G : DGDGBE (Ré Sol Ré Sol Si Mi) afin de faciliter l'exécution du solo[réf. nécessaire].
Selon une interview de Matthew Bellamy et Dominic Howard au journal de France 2 en 2009 à l'occasion de leur tournée en France, Bellamy affirme que durant l'enregistrement de l'album, en Angleterre, les gens avaient besoin de changement : « on sentait que ça bougeait chez nous » (émeutes de Londres). Cette chanson serait donc un appel à la révolution contre les dictatures, à la rébellion contre les politiques illégitimes : They will not force us,They will stop degrading us : ils ne nous forceront pas, ils vont arrêter de nous dégrader.[réf. nécessaire].

## Liste des titres
| 1. | Uprising                               | 5:04 |
| 2. | Uprising (Does It Offend You Yeah Mix) | 4:00 |

| 1. | Uprising                             | 5:04 |
| 2. | Who Knows Who (Muse et Mike Skinner) | 3:24 |

| 1. | Uprising                               | 5:04 |
| 2. | Uprising (Does It Offend You Yeah Mix) | 4:00 |
| 3. | Uprising (Live from Teignmouth)        | 5:37 |

## Certifications
| Pays                     | Certifications | Vente     |
| ------------------------ | -------------- | --------- |
| Australie (ARIA)         | Or             | 35 000    |
| Belgique (BEA)           | Platine        | 30 000    |
| Canada (CRIA)            | Or             | 20 000    |
| France (SNEP)            | Platine        | 250 000   |
| Nouvelle-Zélande (RIANZ) | Or             | 5 000     |
| Royaume-Uni              | Argent         | 200 000   |
| Suisse (IFPI)            | Platine        | 30 000    |
| États-Unis (RIAA)        | 2 × Platine    | 2 000 000 |